# Alexander Strelinger
Alexander Štrelinger (10. září 1934, Martin – 10. července 2022) byl slovenský kameraman a fotograf.

## Životopis
Střední školu studoval v Brně, v roce 1960 ukončil studium kamery na FAMU. Po absolvování začal působit jako kameraman dokumentárních filmů v Bratislavě. Během své kariéry spolupracoval na dokumentárních filmech s mnoha významnými slovenskými režiséry. Své fotografie vystavoval již v roce 1960 (Čtyři mladí fotografové), v roce 1990 (Slovenská fotografie 60. let), v rámci bratislavského Měsíce fotografie 2009 pod názvem Alexander Štrelinger: Úvahy a neúvahy 1953–1959. V rámci udělování cen za nejlepší kameramanský výkon Kamera 2008 získal Cenu za celoživotní dílo. Působil dlouhá léta jako pedagog na Vysoké škole múzických umění v Bratislavě na oboru dokumentární film a v Ateliéru kameramanské tvorby a fotografie.

## Filmografie

### Spolupráce s Martinem Slivkou
Spolupráce s Martinem Slivkou
- 1969 Člověk a hra
- 1987 Lidová architektura jižního a západního Slovenska

### Spolupráce s Dušanem Hanákem
Spolupráce s Dušanem Hanákem
- 1965 Analogie
- 1965 Metamorfózy
- 1966 Variace klidu
- 1966 Imprese
- 1974 Let modrého ptáka

### Spolupráce s Petrem Solanou
Spolupráce s Petrem Solanou
- 1974 Německá
- 1976 Rozhovor o jednom centimetru naděje
- 1977 Architekt
- 1977 Jen lístek polní pošty
- 1978 Balkon plný plínek
- 1980 Zahrada plná plínek
- 1981 Seď a pojď

### Spolupráce s Vladimírem Kubenkou
Spolupráce s Vladimírem Kubenkou
- 1967 Moderní indickí maliari
- 1967 Posledný odpich
- 1967 Hr. Peklo
- 1967 Črty z Indie
- 1968 Žehra
- 1968 Čas ktorý žijeme
- 1969 Tryzna
- 1969 Anna Ličková
- 1970 Štyria v stene
- 1970 Galanda
- 1971 Mimoriadne cvičenie
- 1972 Národná umelkyňa Ľudmila Riznerová-Podjavorinská
- 1972 3. trienále insitného umenia Bratislava 1972
- 1973 Kalište
- 1974 Kde vtáci nelietajú
- 1974 Ozveny slávnych dní
- 1976 Nemčík
- 1976 Ján Nepomuk Hummel
- 1977 Za hrsť rodnej zeme
- 1977 Na prahu nových dní
- 1978 Bienále ilustrácií
- 1979 Chladné rána
- 1980 Dr. Dušan Makovický
- 1983 Obraz mesta
- 1983 Prečerpávacia vodná elektráreň Čierny Váh
- 1985 Keramika z Modry
- 1987 Jozef Kostka
- 1987 Autovegetatívne rozmnožovanie lesných drevín - smreka
- 1987 Pamäť kultúry
- 1989 Prečerpávacia vodná elektráreň a životné prostredie

### Ostatní filmografie
- 1958 Okná k hriechom
- 1961 Ajhľa, človek
- 1961 Kantáta o boji a víťazstve
- 1961 Koniec ticha
- 1963 60%
- 1964 Etuda
- 1964 Také sme
- 1964 Duša kameňa
- 1964 Nezabúdame
- 1964 Nedeľa
- 1965 Parádnica
- 1966 Posledný odpich
- 1967 Piesok do očí
- 1968 Poľovníctvo v Československu. I. diel
- 1968 Limes Romanus na Slovensku
- 1969 Som prekliaty fotograf
- 1969 Rom
- 1969 Traditional 69
- 1970 DAV
- 1970 Maliar
- 1971 Kraslice
- 1973 Letušky
- 1973 The story of seven steelmasters
- 1974 Cesty k slobode
- 1975 Filmový festival pracujúcich 1975
- 1975 Na druhej strane kamery
- 1976 Zakázané ovocie
- 1976 Lekári na Kysuciach
- 1976 900 rokov niekdajšieho slobodného kráľovského banského mesta Pukanca
- 1977 Banícka vojna
- 1978 O tých, ktorí majú svoj dážď
- 1978 Národný umelec Eugen Suchoň
- 1978 Stopy v zemi
- 1978 Čas prvých lások
- 1978 Dni Bratislavy v Kyjeve
- 1978 30 víťazných rokov dimitrovcov
- 1979 Pilišskí vápenkári
- 1980 Počítače z Oravy
- 1980 Skladateľ
- 1981 Balada v čipke
- 1982 Hľadanie úsvitu
- 1982 Izba s výhľadom
- 1982 Čo rozprával starý otec II.
- 1982 Rozviedčik
- 1983 Naša hviezda Slnko
- 1983 Bohdan Warchal
- 1983 Nebo je ďaleko
- 1983 Energia pre našu zem
- 1985 Čakanie na kométu
- 1985 Lieky, lieky, lieky...
- 1985 Hudobné talenty '84
- 1986 Prečo máme radi sliepky
- 1986 Plánovanie pre budúcnosť
- 1988 Martin Benka a hudba
- 1989 Majstrovstvá ČSSR v ryžovaní zlata '89
- 1989 História a činnosť Geologického ústavu Dionýza Štúra
- 2007 Martin Slivka

## Režijní filmografie
- 1969 Cannes 68–69
- 1976 Pozsony Pressburg Bratislava